# 庫格爾穆格爾共和國

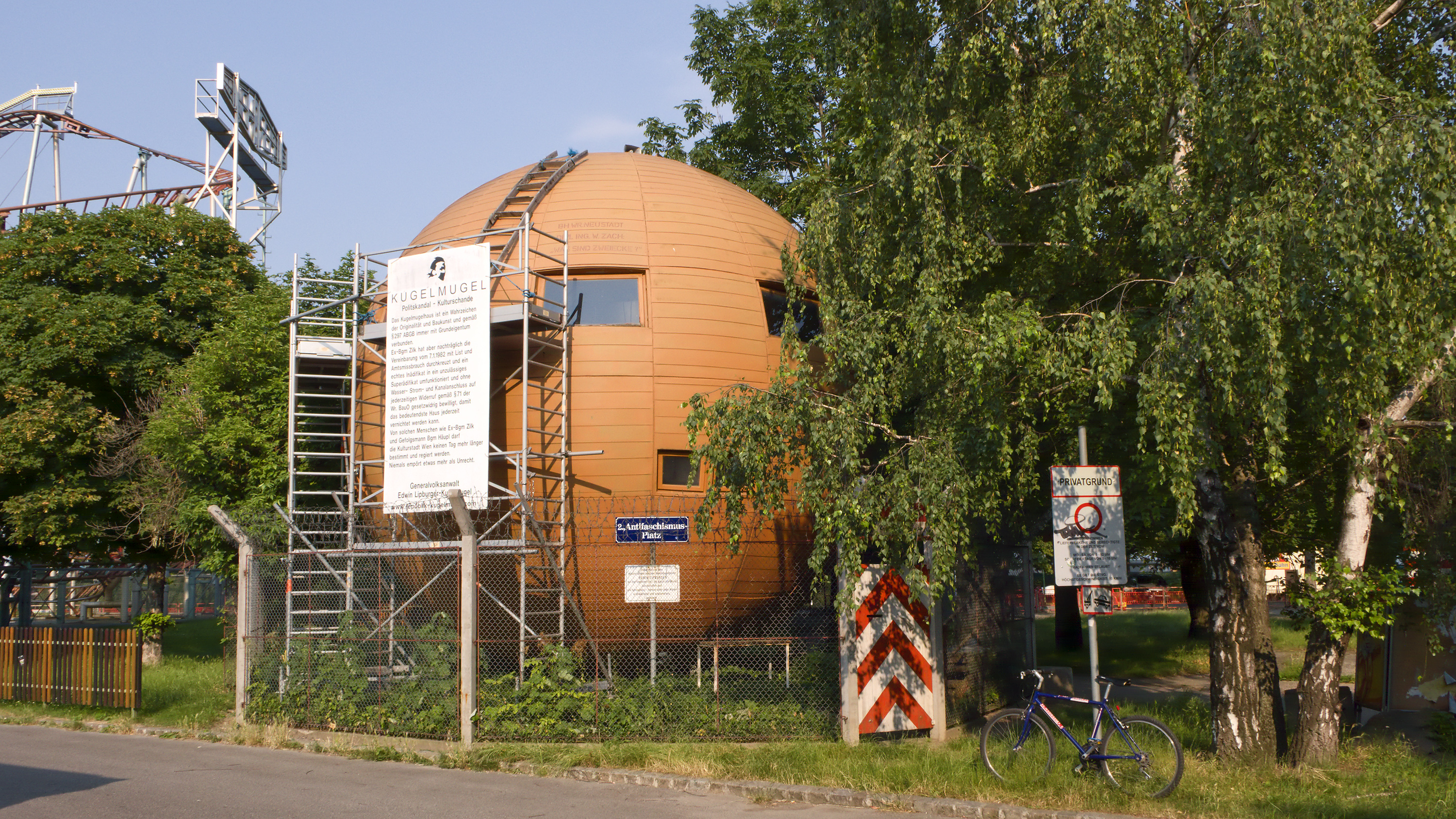
庫格爾穆格爾的主體建築

庫格爾穆格爾共和国（德語：Republik Kugelmugel）是一个現時位於奧地利維也納普拉特公园的私人国家，其唯一領土為艺术家埃德温·利普布格爾（Edwin Lipburger）於1971年建造的一座球狀建築。
該国在1976年，於利普布格爾和奧地利當局圍繞其未經許可而建造的球狀建築產生之紛爭後宣布独立，建物的初始位置在下奧地利卡策爾斯多夫。
Kugelmugel是一個組合字，在德语中，单词「Kugel」的意思是「球」或「球形」；单词「Mugel」在奥地利德语中則指「凸起」或「小丘」。

## 歷史
1971年，利普布格爾在卡策爾斯多夫的一片荒地中建造了一座球狀建築，但因利普布格爾並未持有任何建築許可，稱該建築「只是一個臨時置於此處的球狀物」，並稱「該建築完全由曲線構成，並未占據二維空間，不應受建築許可所拘束」或是「僅為一顆20公尺寬球體的實體結構模型」。
利普布格爾設置的一個曲線形路標稍後引起了奧地利憲兵的注意，使利普布格爾陷入訴訟之中，並致其遭維也納新城的地方法院判處10週有期徒刑；1976年，利普布格爾宣布庫格爾穆格爾共和国自奧地利獨立，自命「革命元首」（Revolutionsführer），但1979年利普布格爾仍因此被送入監獄，後其懲處受奧地利總統特赦而免除。
球狀建築於1982年6月初被從原地移至普拉特公园，正面立起9公尺高的柵欄，其上標示地址和共和國的獨立宣言，只在一側有一扇畫上紅白警示條文的木門可以進入建築。建築擁有共和國境內的唯一地址「Antifaschismusplatz 2」，意為「反法西斯廣場二號」，且已被維也納市政府所正式承認。
利普布格爾於2015年1月去世，官方網站也已經停擺，但共和国仍拥有官方人口超过650非居民的公民。當前维也纳政府將建築當作一个旅游景点。

## 大眾文化
- 共和國的非官方擬人角色曾於日本動畫《義呆利 Axis Powers》中登場。

## 外部連結
维基共享资源上的相關多媒體資源：庫格爾穆格爾共和國
- 官方網站 （页面存档备份，存于）